# Rehsonia formosa
Rehsonia formosa är en ärtväxtart som först beskrevs av Alfred Rehder, och fick sitt nu gällande namn av Stritch. Rehsonia formosa ingår i släktet Rehsonia och familjen ärtväxter. Inga underarter finns listade i Catalogue of Life.